# Bahnstrecke Darmstadt Ost–Groß-Zimmern
| Streckennummer (DB): | 3555                 |                                      |                                      |
| Kursbuchstrecke (DB): | ex 256b (1966)       |                                      |                                      |
| Kursbuchstrecke: | 317f (1946)          |                                      |                                      |
| Streckenlänge: | 13,1 km              |                                      |                                      |
| Spurweite: | 1435 mm (Normalspur) |                                      |                                      |
| |                      |                                      |                                      |
| \| \| \| von Darmstadt (Hbf) \| \| \| \| 0,0 \| Darmstadt Ost \| Darmstadt Ost \| \| \| \| nach Groß-Umstadt Wiebelsbach \| \| \| \| 1,4 \| Glasberg (bis 1924) \| Glasberg (bis 1924) \| \| \| 2,6 \| Rothes Kreuz (bis 1924) \| Rothes Kreuz (bis 1924) \| \| \| 4,3 \| Bessunger Forsthaus \| Bessunger Forsthaus \| \| \| 7,3 \| Roßdorf (b Darmstadt)[Anm. 1] \| Roßdorf (b Darmstadt)[Anm. 1] \| \| \| \| Landesstraße 3115 \| \| \| \| 8,1 \| Anst. Odenwälder Hartstein-Industrie \| Anst. Odenwälder Hartstein-Industrie \| \| \| 10,0 \| Gundernhausen (Zuvor Bf) \| Gundernhausen (Zuvor Bf) \| \| \| \| von Dieburg \| \| \| \| 13,1 \| Groß-Zimmern \| Groß-Zimmern \| \| \| \| nach Reinheim (Odenw) \| \| |                      |                                      |                                      |
| Strecke |                      | von Darmstadt (Hbf)                  | von Darmstadt (Hbf)                  |
| Bahnhof | 0,0                  | Darmstadt Ost                        | Darmstadt Ost                        |
| Abzweig geradeaus und nach rechts |                      | nach Groß-Umstadt Wiebelsbach        | nach Groß-Umstadt Wiebelsbach        |
| ehemaliger Haltepunkt / Haltestelle | 1,4                  | Glasberg (bis 1924)                  | Glasberg (bis 1924)                  |
| ehemaliger Haltepunkt / Haltestelle | 2,6                  | Rothes Kreuz (bis 1924)              | Rothes Kreuz (bis 1924)              |
| Haltepunkt / Haltestelle Strecke ab hier außer Betrieb | 4,3                  | Bessunger Forsthaus                  | Bessunger Forsthaus                  |
| Bahnhof (Strecke außer Betrieb) | 7,3                  | Roßdorf (b Darmstadt)                | Roßdorf (b Darmstadt)                |
| Brücke (Strecke außer Betrieb) |                      | Landesstraße 3115                    | Landesstraße 3115                    |
| Abzweig geradeaus und nach rechts (Strecke außer Betrieb) | 8,1                  | Anst. Odenwälder Hartstein-Industrie | Anst. Odenwälder Hartstein-Industrie |
| Haltepunkt / Haltestelle (Strecke außer Betrieb) | 10,0                 | Gundernhausen (Zuvor Bf)             | Gundernhausen (Zuvor Bf)             |
| Abzweig geradeaus und von links (Strecke außer Betrieb) |                      | von Dieburg                          | von Dieburg                          |
| Bahnhof (Strecke außer Betrieb) | 13,1                 | Groß-Zimmern                         | Groß-Zimmern                         |
| Strecke (außer Betrieb) |                      | nach Reinheim (Odenw)                | nach Reinheim (Odenw)                |

Die Bahnstrecke Darmstadt Ost–Groß-Zimmern war eine 13,08 km lange eingleisige, normalspurige Nebenbahn in Südhessen. Sie verlief vom Bahnhof Darmstadt Ost über Roßdorf nach Groß-Zimmern. Ein Reststück zwischen Darmstadt Ost und dem Haltepunkt Bessunger Forsthaus wird heute noch als Museumsbahn betrieben.

## Geschichte

### Aufbau

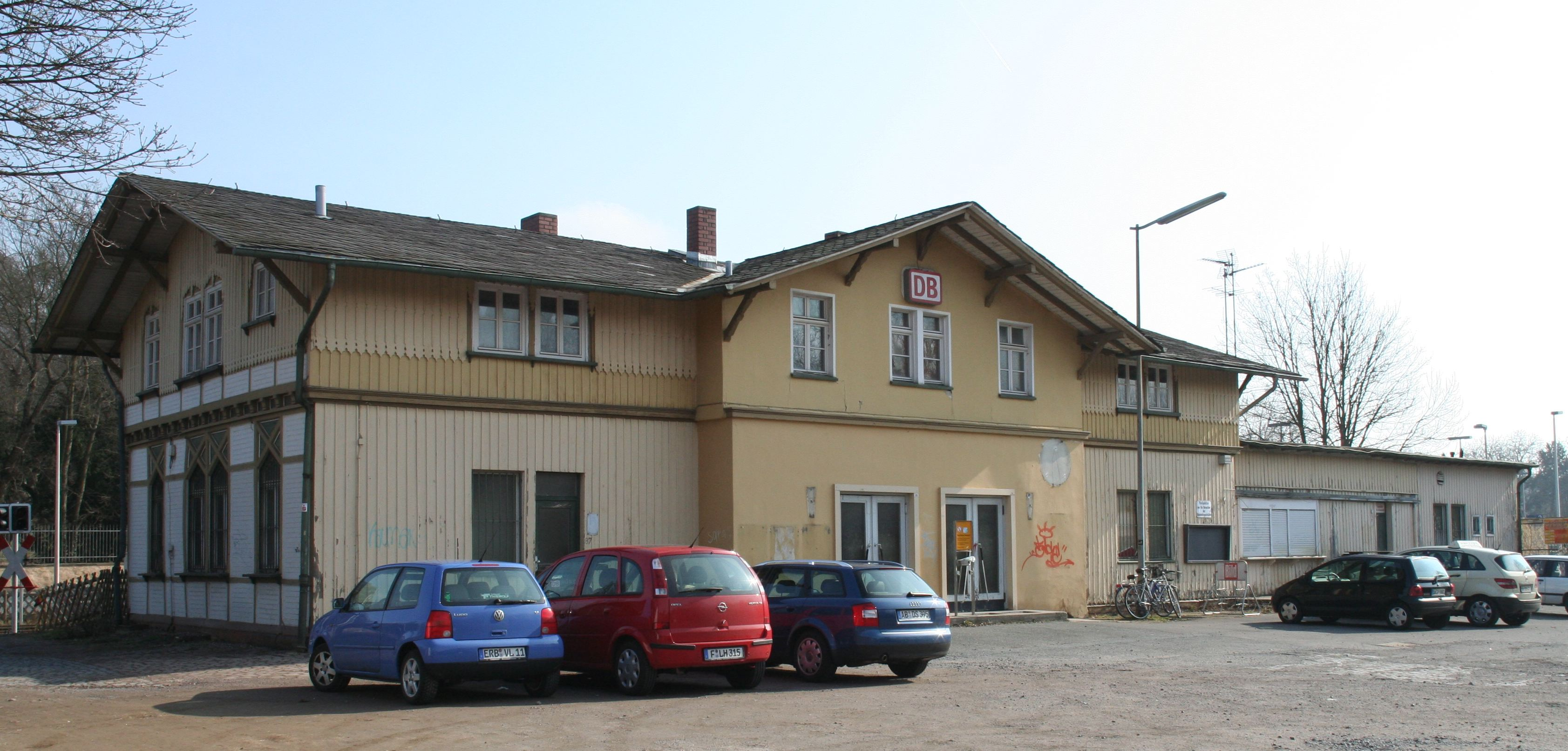
Bahnhof Darmstadt Ost

Der umfangreiche Abbau und Abtransport von Basalt aus einem Steinbruch bei Roßdorf durch die Odenwälder Hartstein-Industrie AG war Anlass zum Bau einer Eisenbahnstrecke zwischen Darmstadt Ost (bis 1900: Rosenhöhe) und Groß-Zimmern. Ermöglicht wurde das durch das Gesetz des Großherzogtums Hessen vom 15. September 1894. Errichtet wurde die Strecke zunächst durch die Großherzoglich Hessischen Staatseisenbahnen, die 1897 in der Preußisch-Hessischen Eisenbahngemeinschaft aufgingen. Am 23. August 1897 wurde die Strecke – als erste Neubaustrecke der Eisenbahngemeinschaft – eingeweiht und einen Tag später der Personen- und Güterverkehr aufgenommen. Am Roßberg zwischen Roßdorf und Gundernhausen entstand für den Basaltabtransport eine große Verladeanlage. Am 10. Februar 1914 wurden auf der Strecke „mit Eintritt der Dunkelheit“ neue „Doppellichtvorsignale“ in Betrieb genommen, die dem heute noch gebräuchlichen Modell des Formsignals entsprachen.

### Rückbau
Bereits zum 21. August 1924 wurden die Haltepunkte Glasberg und Rothes Kreuz geschlossen.
Am 28. Mai 1965 wurde der Personenverkehr auf der Rodgaubahn zwischen Dieburg und Reinheim eingestellt, am 1. Juni 1966 auch auf der Strecke zwischen Darmstadt und Groß-Zimmern. Rückläufiger Güterverkehr führte zur Stilllegung der Strecke zum 23. September 1966. Der Abschnitt zwischen der Verladestation bei Roßdorf und Darmstadt wurde allerdings als Anschlussgleis weiter betrieben. Im Februar 1982 wurde die Gesamtstrecke dann stillgelegt, gleichwohl fuhr am 22. Mai 1982 letztmals ein Sonderzug ab Roßdorf.
Die Anliegergemeinden Roßdorf und Groß-Zimmern kauften die Trasse in ihren Gemarkungen auf, um sie bahnfremd zu verwerten. Die gegenteiligen Ideen einer bahnfreundlichen Bürgerinitiative kamen nicht zum Zug. 1983 wurde zwischen der Bahn und den Gemeinden Darmstadt, Roßdorf und Groß-Zimmern ein Vertrag abgeschlossen, der vorsieht, die Trasse zu erhalten. Trotzdem wurde 1984 die Strecke ab der östlichen Darmstädter Stadtgrenze bis Groß-Zimmern zurückgebaut und später vereinzelt bebaut. Im Jahr 2005 wurde der Vertrag um zehn Jahre verlängert und läuft dann - sofern keine Kündigung erfolgt - automatisch noch weitere zehn Jahre. Eine Reaktivierung scheiterte aus Kostengründen, obwohl die Nachfrage bei den Busverbindungen sehr hoch ist und weiter steigt.

## Stationsgebäude

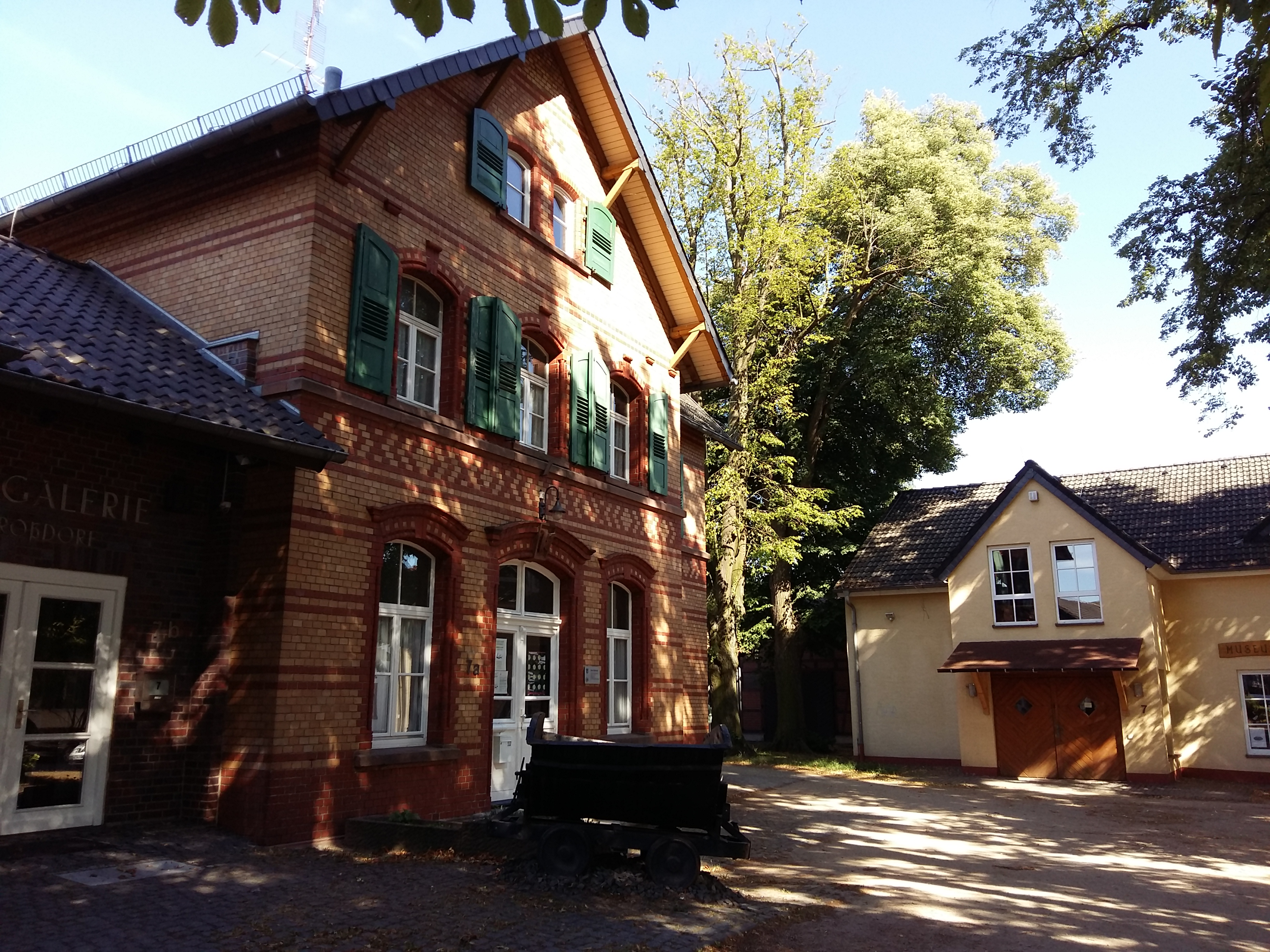
Stationsgebäude Roßdorf

Die Stationsgebäude der Bahnhöfe Roßdorf und Groß-Zimmern folgten aus Kostengründen als Einheitsbahnhof dem Standardentwurf der Typenbauten von Nebenbahn-Stationen der Hessischen Staatseisenbahn. Sie waren als traufständige Bauwerke mit einem T-förmigen Grundriss und zwei Geschossen errichtet worden. Im Obergeschoss befand sich eine Dienstwohnung, unten der Eingangs- und Wartebereich sowie der Dienstraum. Angesetzt war ein parallel zum Gleis stehender Güterschuppen für Stückgüter.
Das noch bestehende Gebäude in Roßdorf ist dem Standardentwurf entsprechend als zweifarbiger Gelbklinkerbau mit Segmentbogenfenstern gestaltet. Die gelben Klinker im Kreuzverband sind durch rotbraune Klinker als Ornamente für Friesbänder und Gesimse ergänzt. Der Sockel besteht aus Sandstein und auch die Fensterlaibungen sind aus rotem Sandstein. Das Satteldach ist auf den Giebelseiten mit herausragendem Gespärre in Holz unterfangen.

### Museumsbahnbetrieb

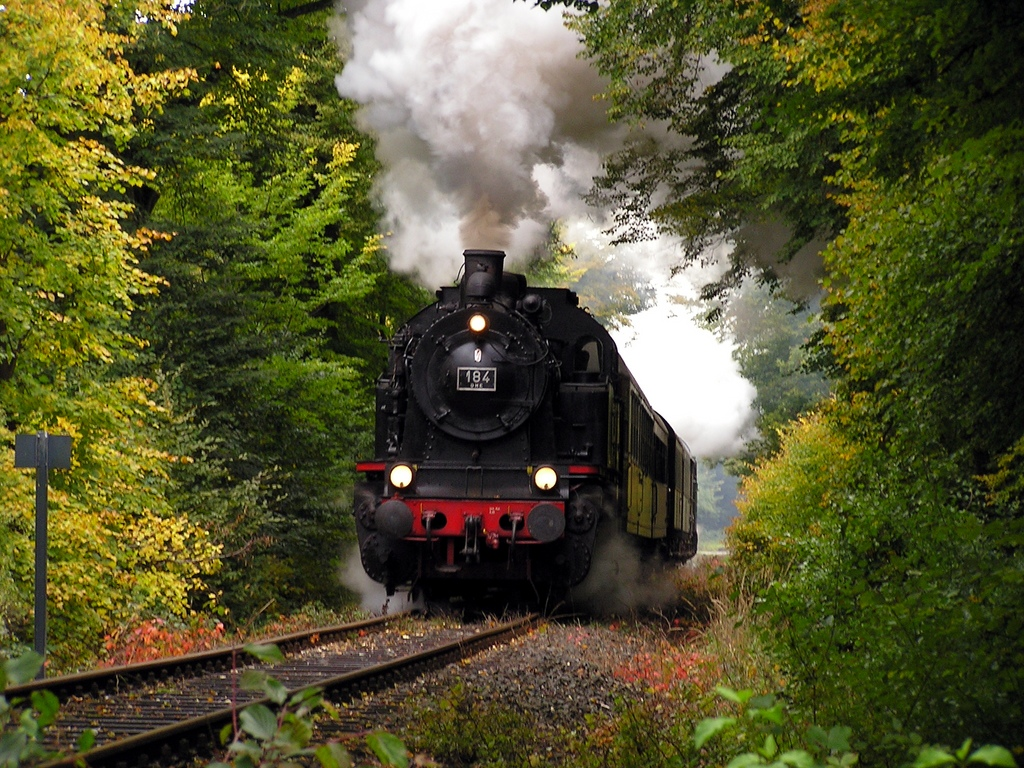
Museumszug auf der Strecke

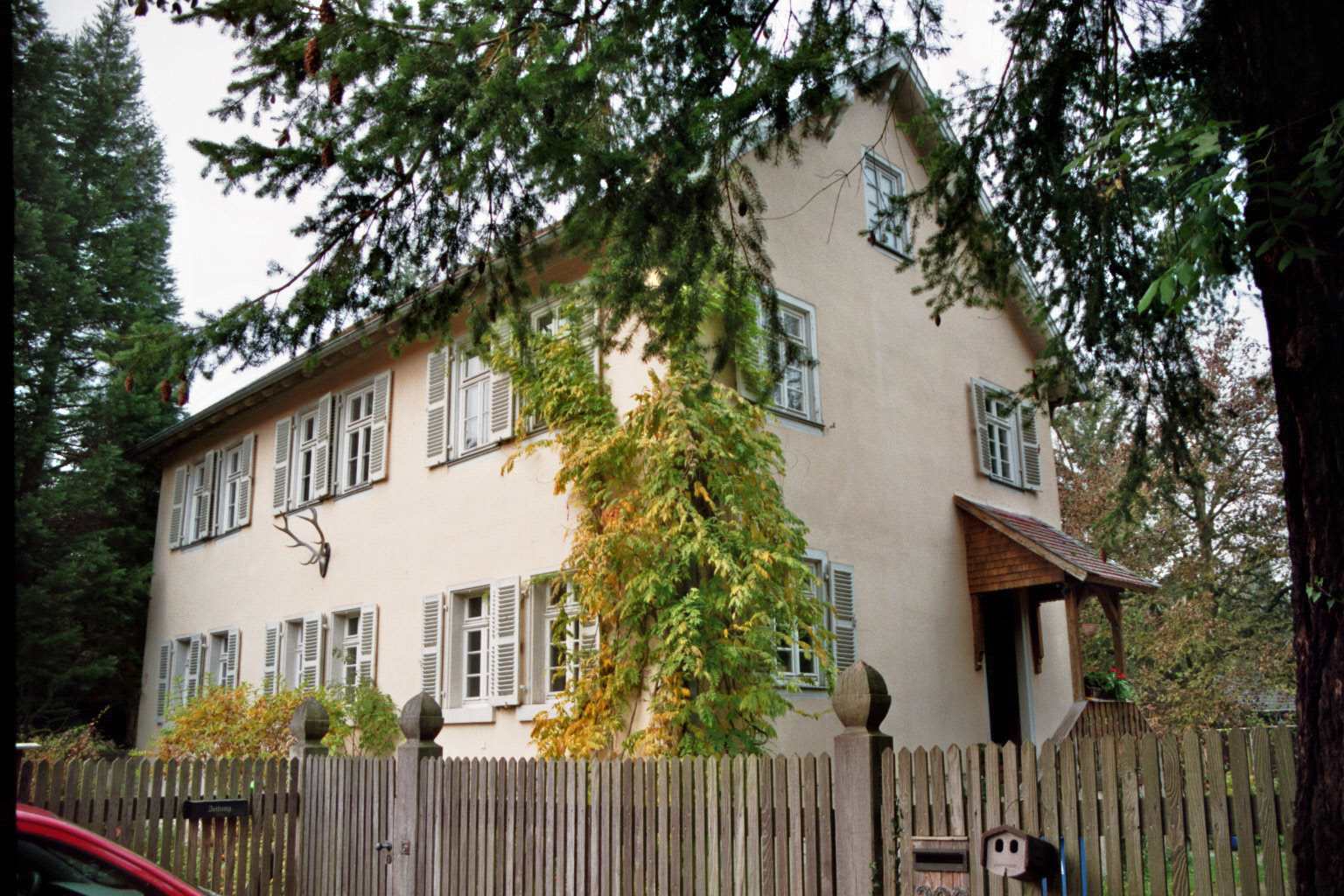
Bessunger Forsthaus

Auf dem verbliebenen, 4,3 Kilometer langen Abschnitt zwischen Darmstadt Ost und Bessunger Forsthaus betrieb die Deutsche Museums-Eisenbahn bis 2016 mehrfach im Jahr einen Museumsbahnverkehr. Seitdem ist kein Zug auf der Strecke mehr unterwegs gewesen. Die Strecke endet stumpf als Gleis 3 in Darmstadt Ost, ist aber über eine Weiche am südlichen Bahnhofsende mit der Odenwaldbahn verbunden.

## Trivia
Auf dem Gelände des ehemaligen Bahnhofs von Roßdorf betreibt nun der Roßdorfer Eisenbahnclub eine Gartenbahn mit Spurweite 5 Zoll, welche einmal pro Monat fährt.